# 苯肼
苯肼（分子式：C6H5NHNH2）是肼的衍生物之一，常缩写为PhNHNH2。

## 性质
低温下为单斜棱柱结晶，室温下为油状液体，与空气接触后呈浅黄或深红色。 可与乙醇、乙醚、氯仿和苯混溶，难溶于水。

## 制备
通过苯胺与亚硝酸钠在盐酸作用下生成重氮盐，再用亚硫酸钠/氢氧化钠还原制取。 酸析生成苯肼盐酸盐，经过中和即得苯肼。

## 用途
- 用于与醛酮发生Fischer吲哚合成得到吲哚环系，因此是很多医药、染料、农药的合成中间体。
- 可以与苯甲醛反应生成苯腙。后者也是工业上常用的合成中间体。
- 苯肼的衍生物2,4-二硝基苯肼用于鉴定醛酮。

## 历史
苯肼由赫尔曼·埃米尔·费歇尔于1875年首次合成， 是第一个合成的肼衍生物。费歇尔曾用苯肼与糖类反应，生成腙和脎，形成结晶化合物，便于提纯，再使其分解为较纯的糖。 反应如下： 

## 危险性
有毒，可能导致接触性皮炎、溶血性贫血及肝、肾损害。